# 納蘇爾·蓋朗杜克西亞·瓦伊杜
納蘇爾·蓋朗杜克西亞·瓦伊杜（英語：Nassour Guelendouksia Ouaido，1947年—）是查德政治家，他在1997至1999年期間擔任查德總理。而在2002年至2011年期間擔任國民議會主席，並且自2012年以後擔任中部非洲國家經濟共同體秘書長。

## 外部連結
- Africa Database